# Masacre de Yalova
La masacre de Yalova ocurrió en Yalova, Gemlik, Orhangazi en Anatolia,Turquía. Durante la Guerra greco-turca (1919-1922), en el periodo de abril a mayo de 1921. Murieron miles de personas de origen turco musulmán. Miles se convirtieron en refugiados huyendo en barcos a Estambul. Las mujeres fueron violadas y muchas aldeas fueron quemadas. Los perpetradores de la masacre fueron el ejército griego. Bandas griegas y armenias locales también participaron. Arnold Toynbee fue testigo de los hechos. Hay un monumento a las víctimas en kocadere (provincia de Yalova). La masacre fue investigada por la Cruz Roja. Se tomaron fotografías de los eventos.

## Fotos

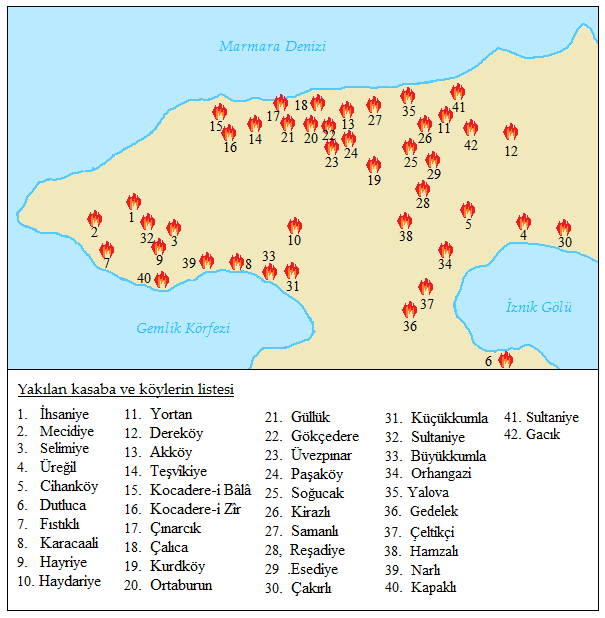
Pueblos musulmanes quemados.
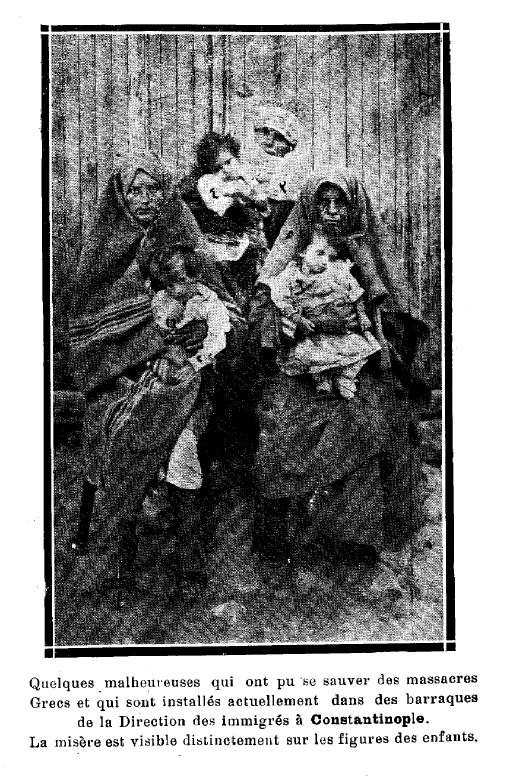
Refugiados.
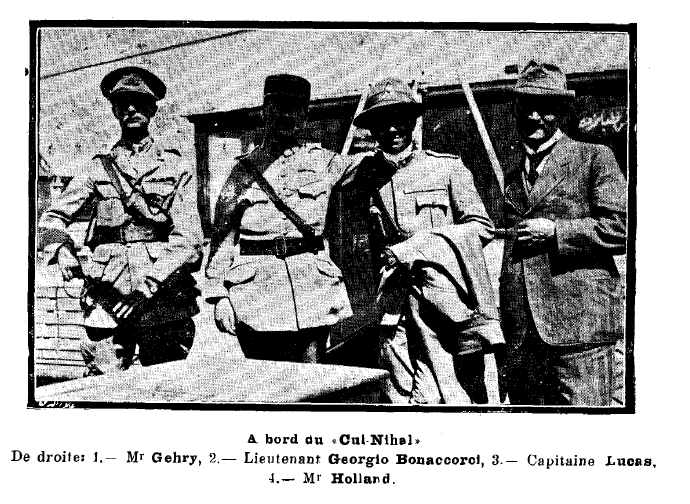
Comité de investigacióni.
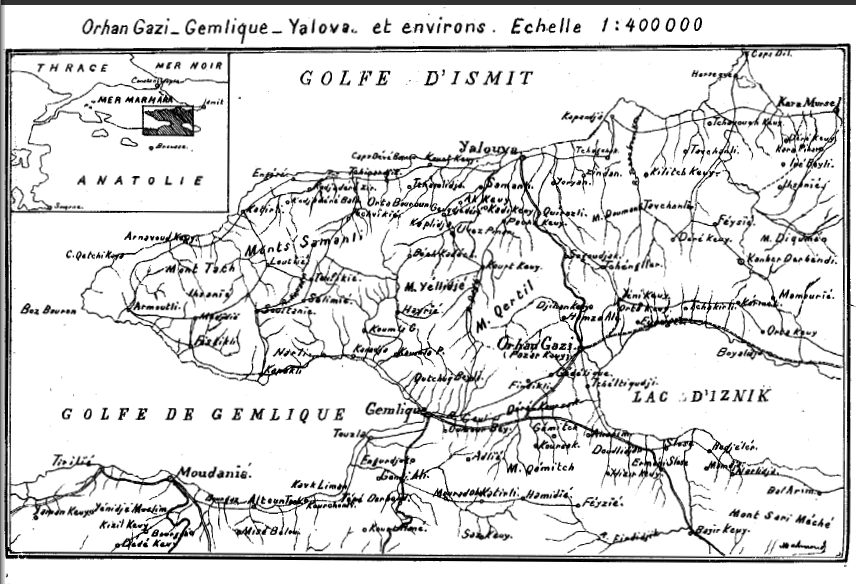
Mapa.
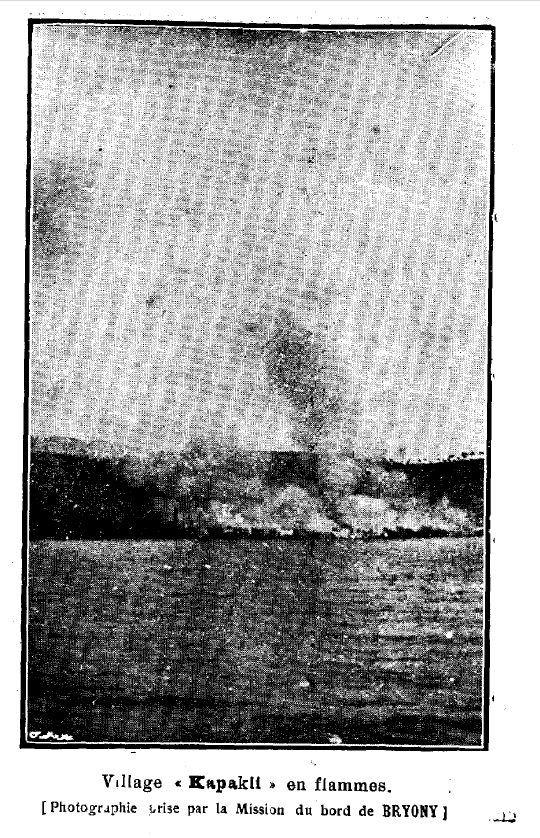
Una aldea en llamas.
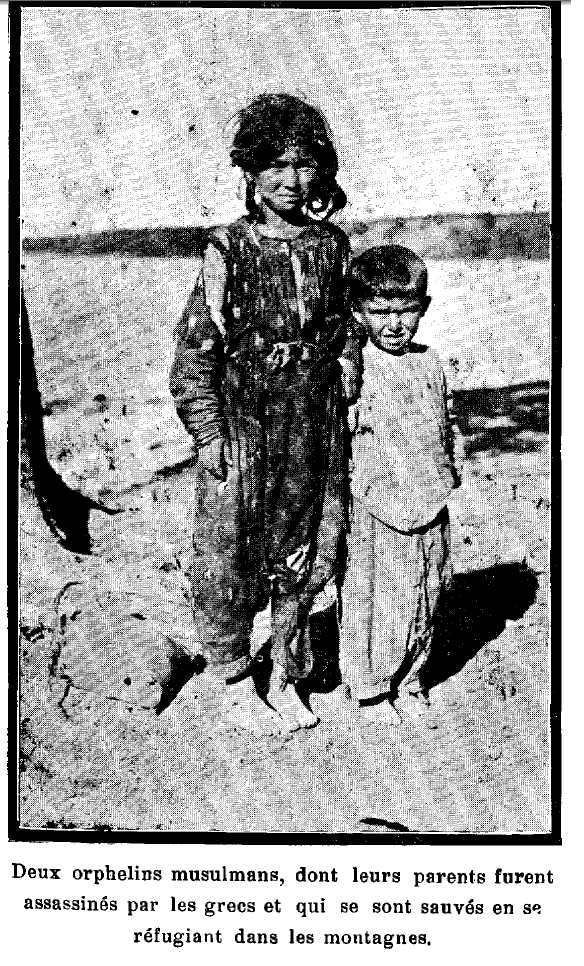
Dos huérfanos.
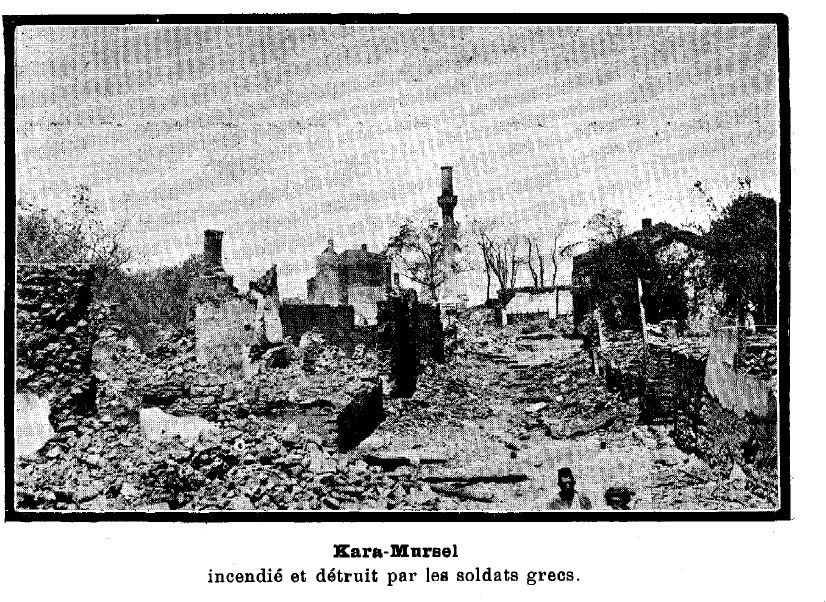
Ruinas.